# オークニー諸島の新石器時代遺跡中心地
座標: 北緯58度59分38.6秒 西経3度12分29.0秒 / 北緯58.994056度 西経3.208056度

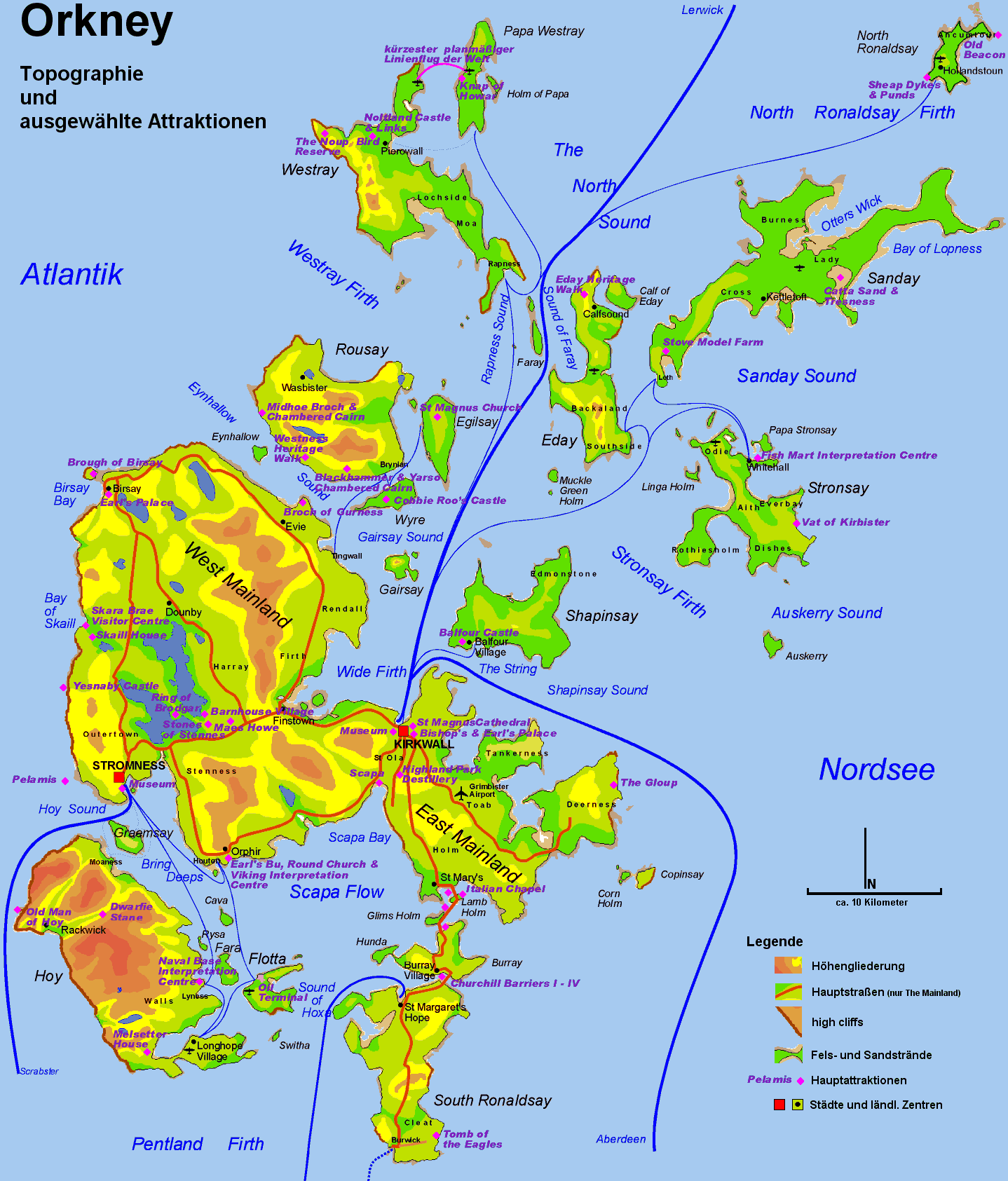
オークニー諸島

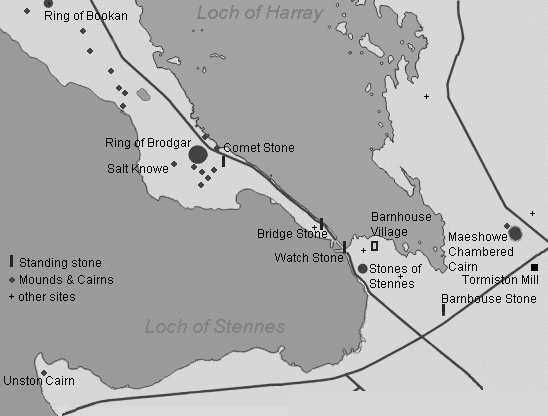
主要部の地図

オークニー諸島の新石器時代遺跡中心地（オークニーしょとう の しんせっきじだい いせき ちゅうしんち、英語: Heart of Neolithic Orkney）は、イギリスのスコットランドにあるユネスコの世界遺産リスト登録物件の一つ。オークニー諸島のメインランド島に残る新石器時代に属する4種の遺跡、すなわちメイズハウ、ストーンズ・オブ・ステネス、リング・オブ・ブロッガー、スカラ・ブレイを対象とする。
保存状態の良好さ等によって、北ヨーロッパの新石器時代の文化水準を窺い知ることに大きく寄与している点などが評価された。

## 歴史
先史時代のスコットランド一般がそうであるように、オークニー諸島への狩猟採集民の到達も、氷河の緩やかな後退を待たねばならなかった。しかし、西の海路を経て伝わった新石器文化は急速に拡大し、初期の農業施設群や巨石文化をもたらした。地元の海岸線に見られる砂岩は建築用の石板として普及し、この時期からの多くの建造物群が現在まで伝えられることになった。多くの初期の石像建築物には、先史時代の集落、石塔、地下構造物、羨道墳、立石などが含まれている。
北ヨーロッパにおける現存最古の石造住居は、パパ・ウェストレー島 (en) の Knap of Howar にあるもので、紀元前3500年から紀元前3100年ころのものである。保存状態が良く、石の調度品もそのまま使えそうなくらいである。
精巧に作られ、装飾も施された Unstan ware の土器は、それを使用していた住民たちと近隣の羨道墳とを関連付けるものである。メインランド島のスカラ・ブレイにある類似の住居は、低い通路で繋がった村落に分類することができ、紀元前3000年から紀元前2500年に遡ると推測されている。ここで発見された土器は、ほぼ同時期のメイズハウの羨道墳型チェンバード・ケアンにも近いストーンズ・オブ・ステネスで発見された土器の型 (grooved ware style) に属している。
すぐ近くのリング・オブ・ブロッガーの環状列石は、アレクサンダー・トム (en) の分析によれば、最も初期のものの一つで、その目的は天体観測に関わりがあったと考えられている。

## 登録対象
登録対象は以下の4件で、いずれもメインランド島にある。英語の綴りは世界遺産センターによる登録名、数字は世界遺産の登録IDである。
|  | メイズハウ (Maeshowe. ID514-001)                                    |
|  | ストーンズ・オブ・ステネス (Standing Stones of Stenness. ID514-002) |
|  | リング・オブ・ブロッガー (Ring of Brodgar. ID514-003)               |
|  | スカラ・ブレイ (Skara Brae. ID514-004)                              |

## 登録基準
この世界遺産は世界遺産登録基準のうち、以下の条件を満たし、登録された（以下の基準は世界遺産センター公表の登録基準からの翻訳、引用である）。
- (1) 人類の創造的才能を表現する傑作。
- (2) ある期間を通じてまたはある文化圏において、建築、技術、記念碑的芸術、都市計画、景観デザインの発展に関し、人類の価値の重要な交流を示すもの。
- (3) 現存するまたは消滅した文化的伝統または文明の、唯一のまたは少なくとも稀な証拠。
- (4) 人類の歴史上重要な時代を例証する建築様式、建築物群、技術の集積または景観の優れた例。